# نور علم صدام
نور علم صدام (5 أكتوبر 1995 - ) هو لاعب كريكت بنغلاديشي.